# أندرياس أغيلار
أندرياس أغيلار (بالألمانية: Andreas Aguilar)‏ هو لاعب جمباز فني ألماني، ولد في 26 يناير 1962 في برشلونة في إسبانيا.

## وصلات خارجية
- أندرياس أغيلار على موقع الاتحاد الدولي للجمباز (biography) (الإنجليزية)
- أندرياس أغيلار على موقع أوليمبيديا (الإنجليزية)